# منتجع مراسي السياحي
منتجع مراسي السياحي هو منتجع سياحي مصري يقع في محافظة مرسي مطروح ويبعد عن غرب مدينة الاسكندية بنحو 125 كم ن المشروع كان تحدياً كبيرا من شركة اعمار العقارية التي اخذت علي عاتقها استكمال المنتجع في مدة زمنية قياسية، حيث ان التصميمات الداخلية والخارجية للمنتجع تتنوع ما بين التصاميم الايطالية والتونيسية والمغربية واليونانية والمصرية واليونانية مما يجعلك تشعر وكانك في جولة حول العالم في مكان واحد.

## نبذة عن المنتجع
يقع منتجع مراسي السياحي على البحر الابيض المتوسط في الساحل الشمالي المصري في مدينة سيدي عبدالرحمن بمحافظة مرسي مطروح المصرية ويطل على البحر المتوسط بطول 6.26 كم من الشرق للغرب، ومقسم إلى 14 منطقة لكل منها طبيعتها الخاصة.

## اسعار المنتجع
نوع الوحدات مقسمة بين الشقق إلى التوين هاوس أو فلل منفصلة أو تاون هاوس
- تبدأ مساحة الشقق من 73 متر² إلى 480 متر² بأسعار تبدأ من 2,396,888 إلى 12,576,888 جنيه
- مساحة التاون هاوس تبدأ من 232 متر² – 327 متر² بأسعار من 7,211,888 إلى 11,035,888 جنيه
- الفلل المنفصلة تبدأ من مساحة 322 متر² لـ 785 متر² بأسعار تبدأ من 11,119,888 إلى 48,241,888 جنيه
- التوين هاوس بمساحة 363 متر² تبدأ من 8,898,888 جنيه

بتسهيلات للشراء بدفع الوديعة الأولى 5 ٪ثم الوديعة الثانية 10 ٪ والباقي على أقساط يمكن أن تصل إلى 6 سنوات.

## الخدمات
يقدم منتجع مراسي السياحي عدة خدمات اخري مثل :
- مستشفي عامة
- عدة ملاعب متنوعة
- مول ماركت
- مسجد
- الغوص
- رياضة الإبحار باليخوت